# Ultra Violet & Black Scorpion
Ultra Violet & Black Scorpion è una serie televisiva statunitense ideata da Dan Hernandez e Benji Samit. La serie ha debuttato su Disney Channel dal 3 giugno all'11 novembre 2022. In Italia è stata distribuita dal 15 marzo al 12 aprile 2023 su Disney +.

## Trama
La serie parla della tredicenne Violet che viene scelta dalla Magica Maschera da Luchador per diventare Ultra Violet, il supereroe successore di suo zio Cruz de la Vega aka Black Scorpion e un supereroe sotto mentite spoglie. Violet inizia il suo addestramento segreto da supereroe con suo zio, il tutto mentre deve affrontare gli alti e bassi della scuola media. Mentre iniziano a lavorare insieme, lo zio Cruz si rende conto che può imparare alcune cose dal moderno approccio della Gen-Z di Ultra Violet alla lotta al crimine.

## Episodi
| Stagione       | Episodi | Prima TV USA | Distribuzione Italia |
| -------------- | ------- | ------------ | -------------------- |
| Prima stagione | 16      | 2022         | 2023                 |

## Produzione
Il 21 gennaio 2020, Disney ordina un episodio Pilota per la serie. Successivamente, l'11 marzo 2020 viene annunciato l'ingresso di Juan Alfonso nella serie. Il 2 agosto 2021 inizia la produzione ufficiale della serie. Il 28 aprile 2022, in onore della giornata nazionale dei supereroi, Disney Channel lancia un trailer per annunciare l'inizio della serie in anteprima per il 3 giugno 2022. Il 18 novembre 2022, la serie viene cancellata dopo una singola stagione e viene rimossa definitivamente e globalmente su Disney + il 27 maggio 2023.

## Distribuzione
Negli Stati Uniti la serie è stata trasmessa su Disney Channel dal 3 giugno all'11 novembre 2022. I primi otto episodi sono stati resi disponibili su Disney+ l'8 giugno 2023. In Italia la serie è stata distribuita in due parti, la prima il 15 marzo 2023 (comprendendo gli episodi 1-8) e la seconda il 12 aprile 2023 (episodi 9-16). La serie è stata successivamente rimossa dalla piattaforma globalmente il mese seguente.

### Edizione italiana
La direzione del doppiaggio è a cura di Luigi Morvilli, su dialoghi di Alessandro Ungheri e Alessandro Spadorcia.